# Душанбинська ТЕЦ
ВАТ Душанбинська ТЕЦ — теплоелектростанція у столиці Таджикистану місті Душанбе; фактично монопольне джерело теплопостачання міста; компанія управляється державною енергокомпанією Республіки Таджикистан «Відкрита Акціонерна Холдингова компанія „Балкі Тоджик“» (ВАХК «Балкі Тоджик»).

## Загальні дані
Душанбинська ТЕЦ (офіс адміністрації) міститься за адресою:
вул. 40 років Таджикистану, буд. 39, м. Душанбе-734054 (Республіка Таджикистан).
Чинний директор Душанбинської ТЕЦ — У. С. Нійозов.
Теплова схема станції виконана з поперечними зв'язками і допускає виділення на блочну роботу з турбогенераторами. Як основне паливо на ТЕЦ використовується імпортований природний газ, що надходить на станцію із зовнішніх газогонів через ГРП. За резервне паливо використовується малосірчистий мазут, для приймання і зберігання якого використовується 6 наземних ємностей (мазутних баків) загальною місткістю 24 тисяч м³ (3×3000+3×5000). Мазут подається на ТЕЦ залізницею і зливається в мазутні ємності через зливну естакаду. Передача електроенергії в енергосистему Таджикистану здійснюється 4 силовими трансформаторами (30,5 МВА; 40,5 МВА; 80 МВА; 125 МВА) через ОРУ-110 кВ і 6 ЛЕП-110 кВ.

## З історії та сьогодення ТЕЦ
Для забезпечення тепловою та електричною енергією Сталінабадського текстильного комбінату, що зростав, у 1957 році в місті Душанбе було введено в експлуатацію Душанбинську ТЕЦ. Були встановлені два турбоагрегати загальною потужністю 12 тис. кВт.
У 1962 році у зв'язку зі збільшенням теплових та електричних навантажень були встановлені ще два турбоагрегати потужністю по 35 тис. кВт. У 1964 році — турбоагрегат потужністю 60 тисяч кВт, а 1965-го — турбоагрегат потужністю 100 тис. кВт.
Загалом Душанбинська ТЕЦ зводилась у чотири черги від 1953 до 1968 року за проєктом, розробленим Київським інститутом «Промпроект».
Протягом історії директорами Душанбинської ТЕЦ були: Г. І. Плугатар, М. Ф. Левдиков, П. П. Раменський, А. Орифов, В. Н. Набієв.
Таким чином, у 2007 році станція відзначила свій 50-річний ювілей. За цей період на підприємстві було вироблено понад 40 млрд кВт·год електроенергії.
У теперішній час ВАТ «Душанбинська ТЕЦ» є одним із підвідомчих підприємств ВАХК «Балкі Тоджик». Душанбинська ТЕЦ займається виробленням і подачею теплової енергії. Головним її гуртовим покупцем є Душанбинське підприємство теплових мереж (ДПТМ), через яке тепло, що виробляється, надходить у будинки душанбинців. У віданні Душанбинської ТЕЦ перебувають 2 котельні: східна і західна.
Наприкінці 2000-х років здійснюються роботи з реконструкції та модернізації Душанбинської теплоелектроцентралі, що перебувають на особистому контролі Президента Таджикистану Емомалі Рахмона.